# Wirdnam Glacier
Wirdnam Glacier är en glaciär i Antarktis. Den ligger i Östantarktis. Nya Zeeland gör anspråk på området. Wirdnam Glacier ligger 655 meter över havet.
Terrängen runt Wirdnam Glacier är kuperad åt nordväst, men åt sydost är den bergig. Trakten är obefolkad. Det finns inga samhällen i närheten.